# Engles Arbeitsgedächtnismodell
Das Arbeitsgedächtnismodell von Randall W. Engle ist eine Modellvorstellung des Kurzzeitgedächtnisses. Im Gegensatz zu dem Arbeitsgedächtnismodell von Alan Baddeley und dem Embedded Processing Model of Working Memory von Nelson Cowan beschäftigt sich Randall W. Engle mit den individuellen Unterschieden der Kapazität des Arbeitsgedächtnisses und deren Ursachen.

## Individuelle Unterschiede in der Arbeitsgedächtniskapazität

### Bezüge zu den Modellen von Baddeley und Cowan
Gemeinsame Anteile von Arbeitsgedächtnis und Kurzzeitgedächtnis korrelieren mit einem Maß für Intelligenz. Engle vermutet infolgedessen die Repräsentation der individuellen fluiden Intelligenz in der Kapazität des Arbeitsgedächtnisses.
Randall W. Engle, Professor für Experimental Psychology an der Georgia Tech School of Psychology, postuliert, das Arbeitsgedächtnis bestehe nicht aus gebietsspezifischen Speichern (vgl. Baddeleys phonologische Schleife und visuell-räumlicher Notizblock), sondern funktioniere gebietsfrei.
Laut Cowan ist der Focus der Aufmerksamkeit in seiner Größe begrenzt. Engle dagegen betont, nicht die Größe des Focus, sondern  Ablenkung und Überlagerung (Interferenz) beanspruchen unser Arbeitsgedächtnis.
Allein das Vermögen des einzelnen Individuums mit diesen Störvariablen umzugehen definiert die individuelle Kapazität des Arbeitsgedächtnisses und die Fähigkeit der Kontrolle unserer Aufmerksamkeit.

### Charakteristika
Die kontrollierte Aufmerksamkeit ist in ihrer Kapazität beschränkt und unterliegt individuellen Differenzen. Ebenso unterscheiden sich die Fähigkeiten und Mechanismen zur Aufrechterhaltung der Aufmerksamkeit in den  jeweiligen Aufgaben, zwischen, aber auch innerhalb der Individuen (Depression, Tagesform).
Die kontrollierte Verarbeitung ist stets durch Interferenz und Ablenkung beansprucht und schränkt somit die Kapazität des Arbeitsgedächtnisses ein. 
Der dorsolaterale Präfrontale Cortex vermittelt die Funktionen der kontrollierten Verarbeitung; individuelle Unterschiede werden Engle zufolge durch funktionelle Unterschiede des Präfrontalen Cortex vermittelt.

### Ursachen
Der Abruf von Langzeitgedächtnisinhalten geschieht laut Engle automatisch, daraufhin bedarf es der kontrollierten Verarbeitung, um mit den Ergebnissen des Abrufs arbeiten zu können. An dieser Stelle entscheiden die individuellen Fähigkeiten und Fertigkeiten mit räumlich-visuellen Repräsentationen umzugehen; im Wandeln von Aufmerksamkeit; Aktivierungen aufrechterhalten oder hemmen zu können; im Wissen und somit den Handlungsmöglichkeiten zur Aufgabenlösung.
Daraus resultierende individuelle Grenzen können durch Übung und Expertenwissen erweitert werden, treten jedoch bei einer Änderung des Aufgabenniveaus wieder zutage. 

### Messung der Arbeitsgedächtnis-Kapazität
Engle et al. konnten mit experimentellen Messungen Zusammenhänge zwischen dem Arbeitsgedächtnis und anderen kognitiven Leistungen wie dem Leseverstehen, komplexem Lernen und logischem Denken zeigen. Durch Messen der Lesespanne, Denkspanne und Zählspanne kann die Kapazität des Arbeitsgedächtnisses erhoben werden. Die Ausführung der Aufgaben korreliert mit höheren kognitiven Aufgaben wie Lese – oder Hörverständnis. Dabei wird der Arbeitsgedächtnis-Speicher während der Verarbeitung von anderen Aufgabeninhalten belastet, um exekutive Aufmerksamkeitsprozesse zu belegen bzw. zu beschäftigen. Von Interesse ist hierbei die Fähigkeit der Testperson, ihre Aufmerksamkeit angesichts der Ablenkung zu kontrollieren, um Informationen zu speichern oder zu unterdrücken. Diese Fähigkeit lässt sich anhand der Anzahl der abrufbaren Elemente einstufen in so genannte „high spans“ und „low spans“ (high = hohe Arbeitsgedächtnis–Kapazität, low = niedrige Arbeitsgedächtnis–Kapazität).

#### Operation span als Beispiel
(8/2) + 2 = 6    „Baum“
Die Rechenaufgabe wird laut vorgelesen und mit „ja“ (Lösung korrekt) bzw. „nein“ (Lösung falsch) beantwortet. Der Proband soll sich außerdem das darauffolgende Wort einprägen. Es folgen zwei bis sieben dieser Durchgänge, am Ende soll die Testperson die erinnerten Wörter wiedergeben. 
Die operation span - Aufgabe liefert drei Ergebnisse: 
1. Genauigkeit der mathematischen Lösung
2. benötigte Zeit zur Lösung der mathematischen Aufgabe
3. Anzahl der abrufbaren Wörter

Mithilfe dieser Ergebnisse (vor allem 3.) können individuelle Unterschiede in der Gedächtnisleistung und der Fähigkeit zu kontrollierter Aufmerksamkeit ermittelt werden.